# ماركا (صحيفة)
صحيفة الماركا (بالإسبانية: Marca)‏ هي صحيفة رياضية إسبانية تأسست عام 1938 في مدريد إسبانيا.
تصدر الصحيفة يومياً، وتعدّ الأوسع انتشارا في البلاد، حيث يبلغ توزيعها 403 آلاف نسخة. و مما ساعد على انتشارها هو إنشائها لنسخة إلكترونية عام 1995 يتم تحديثها على مدار الساعة، وإنشائها عام 2001 إذاعة خاصة تغطي الأحداث الرياضية 24 ساعة يوميا وتعرف باسم راديو ماركا. و إنشائها لقناة تلفزيونة أسموها قناة ماركا.
تعدّ الصحيفة من أشهر أربعة صحف الرياضية في إسبانيا بجوار صحيفة الأس التي تصدر من مدريد أيضا، وصحيفتي إل موندو ديبورتيفو وسبورت الصادرتان من مدينة برشلونة.

## جوائز الصحيفة
تمنح ماركا سنويا 6 جوائز في مجال كرة القدم:
- بيشيتشي: تمنح لهداف الدوري الإسباني.
- ثارا: لصاحب أعلى رصيد في الدوري بين اللاعبين الإسبان.
- زامورا: لأفضل حارس مرمى.
- ميجل مونيوث: لأفضل مدير فني.
- جوروثيتا: لأفضل حكم.
- دي ستيفانو: لأفضل لاعب.

## اتهامات
خلال صيف عام 2008 اتهم السير أليكس فيرغسون المدير الفني لفريق مانشستر يونايتد الإنجليزي محرري صحيفة ماركا بالعمل على استمالة اللاعبين النجوم لفكرة الانضمام إلى صفوف فريق ريال مدريد الإسباني، خاصة بعد نشرها أكثر من خبر يؤكد انضمام لاعبه البرتغالي كريستيانو رونالدو إلى ريال مدريد.